# Annona praetermissa
Annona praetermissa este o specie de plante angiosperme din genul Annona, familia Annonaceae, descrisă de William Fawcett și Alfred Barton Rendle. A fost clasificată de IUCN ca specie vulnerabilă. Conform Catalogue of Life specia Annona praetermissa nu are subspecii cunoscute.